# Melvin Gibbs
Melvin Gibbs (...) è un bassista statunitense.

## Carriera

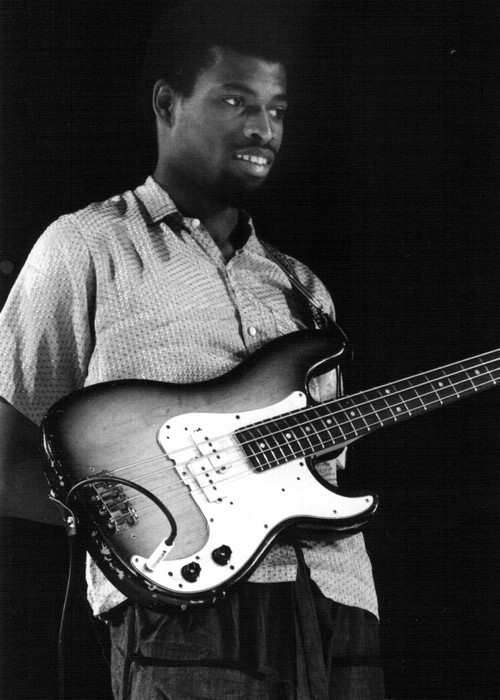
Gibbs in una performance del luglio 1980 a Parigi, Francia

Nato a New York nel distretto di Brooklyn, Gibbs ha frequentato il Medgar Evers College e il Brooklyn Conservatory of Music prima di laurearsi al Berklee College of Music. Gibbs inizia a farsi un nome in seguito alla sua entrata nel gruppo Defunkt, un pilastro nella scena della Downtown di New York nei primi anni '80. Ha suonato nella Decoding Society del batterista Ronald Shannon Jackson con i chitarristi Vernon Reid e Sonny Sharrock e con il sassofonista John Zorn. Ha fatto parte dei Power Tools insieme con Jackson e con il chitarrista Bill Frisell. Un'altra band, Eye and I è stata formata da Gibbs insieme con DK Dyson, uno dei co-fondatori della Black Rock Coalition, della quale anche Gibbs fa parte fin dalla sua istituzione.
Dal 1993 al 1998 circa, Melvin Gibbs è stato membro del gruppo avant-metal Rollins Band esibendosi a Woodstock '94 nel 1994 e guadagnandosi una nomina per un Grammy Award nel 1995.  Gibbs ha anche inciso musica insieme con il musicista hip-hop Dead Prez,con i compositori e cantanti brasiliani Caetano Veloso e Marisa Monte, con Eddie Palmieri, uno dei maggiori interpreti del jazz latino, con il sassofonista anglo-nigeriano Femi Kuti e con il chitarrista americano Marc Ribot. Ha prodotto album del chitarrista Arto Lindsay e del turntablist DJ Logic.
Gibbs ha formato i Punk-Funk All-Stars insieme con James Blood Ulmer, il leader dei Defunkt Joseph Bowie, Vernon Reid e Ronald Shannon Jackson. Dal 1998, insieme con il chitarrista Brandon Ross e il batterista JT Lewis, è parte del trio Harriet Tubman, che continua a registrare CD ed esibirsi in concerti (2023).
Nel 2009, esce Ancients Speak, il primo album del progetto Melvin Gibbs' Elevated Entity per la casa discografica Livewired Music. Nello stesso anno, Gibbs entra a far parte del gruppo SocialLybrium con Bernie Worrell dei Parliament-Funkadelic, DeWayne "Blackbyrd" McKnight e il batterista JT Lewis. È ancora Livewired a pubblicare nel dicembre 2009 l'unico album del gruppo, For You/For Us/For All.
Gli altri progetti di Gibbs includono Melvin Runs the Hoodoo Down insieme con il chitarrista Pete Cosey e con il tastierista John Medeski; il JFM Trio con il chitarrista Jeff Parker e il percussionista Francisco Mora, il Duo Geechee Seminoles con il percussionista e ballerino David Pleasant; il Zig Zag Power Trio con il chitarrista Vernon Reid e il batterista Will Calhoun; il progetto God Particle con il cosmologo /sassofonista Stephon Alexander, David Pleasant e altri musicisti; e il Melvin Gibbs Magnum.

## Discografia

### Come leader o co-leader
- 2003 The Rites with Burnt Sugar ( Greg Tate ), Butch Morris, Pete Cosey (Avant Groidd Musica)
- 2004 Raw Meet con Elliott Sharp, Lance Carter (Intakt)
- 2009 Ancients Speak, come Melvin Gibbs' Elevated Entity (LiveWired)
- 2010 Christian Marclays: Graffiti Composition con Elliott Sharp, Mary Halvorson, Lee Ranaldo, Vernon Reid
- 2010 Electric Willie: A tribute to Willie Dixon con Elliott Sharp, Henry Kaiser, Eric Mingus, Queen Esther, Glenn Phillips, Lance Carter (Yellowbird)
- 2011 "E-volution"
- 2011 Phree-dem downloads
- 2013 Crossing the Waters con Elliott Sharp, Lucas Niggli (Intakt) [7]
- 2013 "Still Dreamin'"
- 2018 Zig Zag Power Trio con Vernon Reid, Will Calhoun (Woodstock Sessions)
- 2020 "Holy Ground: 38th and Chicago - initial thought"
- 2021 "It's Been a Long Time Coming",
- 2021 4 + 1 equals 5 for May 25
- 2021 FlyBoy's Bardo EZ Pass
- 2022 Anamibia Sessions vol. 1: The Wave (Edizioni Mego) [8]

Con Defunkt
- 1980 Defunkt
- 1994 Live & Reunified
- 2005 Defunkt/Thermonuclear Sweat

Con Rollins Band
- 1994 Weight
- 1997 Entra and Burn

Con Harriet Tubman
- 1998 I Am a Man (SlaveNo Mo'/ Knitting Factory) [2]
- 2000 Prototype 2000 (Avant)
- 2011 Ascension (Sunnyside)
- 2011 Lucent Steps: Ascension Remix (singolo, Melvin Gibbs via bandcamp)
- 2017 Araminta (Sunnyside)
- 2018 The Terror End of Beauty (Sunnyside)[9]

Altri gruppi musicali
- 1987 Strange Meeting, Power Tools

2010 For You – For Us – For All, Socialybrium

### Come sideman
Con Jean-Paul Bourelly
- 1994 Saints & Sinners
- 1997 Fade to Cacophony: Live
- 2002 Trance Atlantic[10]

Con DJ Logic
- 1999 Project Logic
- 2001 The Anomaly
- 2006 Zen of Logic[10]

Con Ronald Shannon Jackson
- 1980 Eye on You
- 1981 Nasty
- 1982 Mandance (Antilles)
- 1983 Street Priest
- 1983 Barbeque Dog (Antilles)
- 1985 Decode Yourself ( Isola )
- 1990 Taboo
- 1999 Live in Montreux
- 2000 Earned Dreams
- 2000 Live at Greenwich House [7]

Con Arto Lindsay
- 1995 Aggregates 1-26
- 1996 Mundo Civilizado
- 1996 Subtle Body
- 1998 Noon Chill
- 1999 Prize
- 2000 Ecomixes
- 2002 Invoke
- 2004 Salt
- 2014 Encyclopedia of Arto
- 2017 Cuidado Madame[10]

Con Marisa Monte
- 1991 Mais
- 1996 Barulhinho Bom (Un grande rumore) [7]

Con Sonny Sharrock
- 1987 Seize the Rainbow (Enemy_Records)
- 1989 Live in New York (Enemy)
- 1996 Into Another Light[10]

Con Moreno Veloso
- 2001 Music Typewriter
- 2014 Coisa Boa[7]

Con Vitamin C
- 1999 Vitamin C
- 2000 More

Con John Zorn
- 1986 The Big Gundown ( Elektra )
- 1988 Spillane [7]

Con altri artisti
- 1982 Sueño, Eddie Palmieri
- 1989 Come Together as One, Will Downing
- 1989 Unh!, Filippo Tabane
- 1990 Metamorphosis, World Saxophone Quartet
- 1990 Rootless Cosmopolitans, Marc Ribot
- 1991 Circulado, Caetano Veloso
- 1991 Lust, Ambitious Lovers
- 1995 Very Neon Pet, Peter Scherer
- 1997 Terra incognita, Chris Whitley
- 1998 Black Music, Chocolate Genius
- 1999 Mustango, Jean-Louis Murat
- 1999 Pasajes de un Sueno, Ana Torroja
- 1999 Return of Kill Dog E, Scotty Hard
- 2000 Let's Get Free Dead Prez
- 2000 Menace to Sobriety OPM
- 2003 Deeper than Oceans, Kazufumi Miyazawa
- 2004 Ten, Ellery Eskelin
- 2010 The Art of Bellydance, Bellydance Superstars
- Marching Music, 2020, Dave Douglas (Greenleaf)